# سوپرلنز
یک سوپرلنز یا لنز فوق‌العاده، لنزی است که از مواد فراساختار (متامتریال‌ها) استفاده می‌کند تا از محدودیت پراش فراتر رود. محدودیت پراش ویژگی لنزها و میکروسکوپ‌های معمولی است که میزان دقت تصویر آنها را با توجه به طول موج نور و دهانه عددی (NA) لنز شیئی محدود می‌کند. طرح‌های مختلفی برای لنزهایی که به نوعی از این محدودیت پراش فراتر می‌روند، پیشنهاد شده است، اما هر کدام با محدودیت‌ها و موانعی مواجه هستند.

## تاریخچه
در سال ۱۸۷۳، ارنست آبه گزارش کرد که لنزهای معمولی قادر به ثبت جزئیات بسیار دقیق برخی از تصاویر نیستند. هدف سوپرلنز ثبت چنین جزئیاتی است. این محدودیت لنزهای معمولی، پیشرفت در علوم زیستی را محدود کرده است، زیرا ویروس‌ها یا مولکول‌های DNA با میکروسکوپ‌های معمولی با قدرت بالاتر قابل مشاهده نیستند. این محدودیت همچنین به فرآیندهای دقیق پروتئین‌های سلولی که در کنار میکروتوبول‌ها در سلول زنده در محیط‌های طبیعی حرکت می‌کنند، گسترش می‌یابد. علاوه بر این، تراشه‌های کامپیوتری و میکروالکترونیک‌های مرتبط با آنها به طور پیوسته در مقیاس‌های کوچکتر ساخته می‌شوند. این امر نیازمند تجهیزات نوری تخصصی است که به دلیل استفاده از لنزهای معمولی نیز محدودیت دارند. بنابراین، اصول حاکم بر یک سوپرلنز نشان می‌دهد که این لنز پتانسیل تصویربرداری از مولکول‌های DNA، فرآیندهای پروتئین‌های سلولی، و کمک به ساخت تراشه‌های کامپیوتری و میکروالکترونیک‌های کوچکتر را دارد.
لنزهای معمولی تنها امواج نوری منتشر شده را ثبت می‌کنند. این امواج از منبع نور یا جسم به لنز یا چشم انسان سفر می‌کنند. این پدیده به عنوان میدان دور نیز مطالعه می‌شود. در مقابل، یک سوپرلنز علاوه بر امواج نوری منتشر شده، امواجی که در سطح جسم باقی می‌مانند را نیز ثبت می‌کند که می‌توان آنها را به عنوان میدان دور و میدان نزدیک مطالعه کرد.